# Volta a Portugal de 2016
A 78.ª edição da Volta a Portugal celebrou-se entre 27 de julho e 7 de agosto de 2017 com início na cidade de Oliveira de Azeméis e final na cidade de Lisboa. O percurso consistiu de um prólogo e 10 etapas sobre uma distância total de 1 618,7 km.
A corrida fez parte do circuito UCI Europe Tour de 2016 dentro da categoria 2.1 e foi vencida pelo ciclista português Rui Vinhas da equipa W52-FC Porto. O pódio completaram-no o ciclista espanhol Gustavo Veloso da equipa W52-FC Porto e o ciclista português Daniel Silva da equipa Rádio Popular-Boavista.

## Equipas
Tomaram a partida um total de 17 equipas, dos quais 5 foi de categoria Profissional Continental e 12 Continentais, quem conformaram um pelotão de 140 ciclistas dos quais terminaram 113. As equipas participantes foram:
| Equipes profissionais Continentais (5)- Androni Giocattoli-Sidermec - Caja Rural-Seguros RGA - Drapac - Funvic Soul Cycles-Carrefour - Team Roth Equipes Continentais (12)- Armée de terre - Astana City - Boyacá Raza de Campeones - Christina Jewelry - Efapel - Euskadi Basque Country-Murias - LA Alumínios-Antarte - Lokosphinx - Louletano-Hospital de Loulé - Rádio Popular-Boavista - Sporting-Tavira - W52-FC Porto |
| |

## Etapas
O prólogo realizou-se  em Oliveira de Azeméis e o dia de descanso foi em Viseu e não se realizou a etapa da torre ( serra da Estrela ) mas a voltou vai passar na serra da estrela com uma dupla passagem na etapa 6.
No percurso desta Volta a Portugal, destacam-se alguns regressos ao "mapa" da prova com o regresso ao Alentejo 8 anos depois, com a partida da penúltima etapa a ser feita em  Alcácer do Sal voltou a receber a Volta  26 anos depois, fazendo regressar Setúbal que também depois de uma ausência do mapa da volta de mais de  40 anos. 
confirmado que  Nazaré e Arruda dos Vinhos vão se estrear na Volta sendo a estreia destas duas localidades na antepenúltima etapa.
O Final da volta 2016 foi novamente em Lisboa um contra-relógio individual (que desde da edição de 2009 não se realiza no último dia) entre Vila Franca de Xira e Lisboa 
| Etapa   | Data        | Percurso                                     | type                      | Distância (km) | Vencedor                 | Líder geral   |
| ------- | ----------- | -------------------------------------------- | ------------------------- | -------------- | ------------------------ | ------------- |
| Prólogo | 27 jul.     | Oliveira de Azeméis – Oliveira de Azeméis    | prólogo                   | 3,6            | Rafael Reis              | Rafael Reis   |
| 1       | 28 jul.     | Ovar – Braga                                 | etapa escarpada           | 167,4          | Daniel Mestre            | Daniel Mestre |
| 2       | 29 jul.     | Viana do Castelo – Fafe                      | etapa escarpada           | 160            | Francesco Gavazzi        | Daniel Mestre |
| 3       | 30 jul.     | Montalegre – Macedo de Cavaleiros            | etapa escarpada           | 158,9          | William Clarke           | Rui Vinhas    |
| 4       | 31 jul.     | Bragança – Mondim de Basto                   | média montanha            | 191,9          | Gustavo Veloso           | Rui Vinhas    |
| 5       | 1 ago.      | Lamego – concelho de Viseu                   | média montanha            | 153,2          | Vicente García de Mateos | Rui Vinhas    |
|         | 2 de agosto | Dia de descanso                              | Dia de descanso           |                |                          |               |
| 6       | 3 ago.      | Belmonte – Guarda                            | média montanha            | 173,7          | Gustavo Veloso           | Rui Vinhas    |
| 7       | 4 ago.      | Figueira de Castelo Rodrigo – Castelo Branco | etapa escarpada           | 182            | José Gonçalves           | Rui Vinhas    |
| 8       | 5 ago.      | Nazaré – Arruda dos Vinhos                   | etapa escarpada           | 208,5          | Jesús Ezquerra           | Rui Vinhas    |
| 9       | 6 ago.      | Alcácer do Sal – Setúbal                     | etapa plana               | 187,5          | Daniel Mestre            | Rui Vinhas    |
| 10      | 7 ago.      | Vila Franca de Xira – Lisboa                 | contrarrelógio individual | 32             | Gustavo Veloso           | Rui Vinhas    |

## Classificações finais
As classificações finalizaram da seguinte forma:

### Classificação geral
| \| Classificação geral \| Classificação geral \| Classificação geral \| Classificação geral \| Classificação geral \| \| Ciclista \| Ciclista \| Equipe \| Tempo \| \| \| ------------------- \| ------------------------ \| --------------------------- \| ------------------- \| ------------------- \| \| 1. \| Rui Vinhas \| W52-FC Porto \| 40h57m56s \| \| \| 2. \| Gustavo Veloso \| W52-FC Porto \| + 1m31s \| \| \| 3. \| Daniel Silva \| Rádio Popular-Boavista \| + 2m49s \| \| \| 4. \| Raúl Alarcón \| W52-FC Porto \| DQ \| \| \| 5. \| Jóni Brandão \| Efapel \| + 3m54s \| \| \| 6. \| Amaro Antunes \| LA Alumínios-Antarte \| + 5m08s \| \| \| 7. \| Henrique Casimiro \| Efapel \| + 6m03s \| \| \| 8. \| Vicente García de Mateos \| Louletano-Hospital de Loulé \| + 6m30s \| \| \| 9. \| Rui Sousa \| Rádio Popular-Boavista \| + 6m44s \| \| \| 10. \| Ricardo Vilela \| Caja Rural-Seguros RGA \| + 7m21s \| \| |                          |                             |           |
| |                          |                             |           |
| Fonte: ProCyclingStats |                          |                             |           |
| Classificação geral |                          |                             |           |
| Ciclista | Ciclista                 | Equipe                      | Tempo     |
| 1. | Rui Vinhas               | W52-FC Porto                | 40h57m56s |
| 2. | Gustavo Veloso           | W52-FC Porto                | + 1m31s   |
| 3. | Daniel Silva             | Rádio Popular-Boavista      | + 2m49s   |
| 4. | Raúl Alarcón             | W52-FC Porto                | DQ        |
| 5. | Jóni Brandão             | Efapel                      | + 3m54s   |
| 6. | Amaro Antunes            | LA Alumínios-Antarte        | + 5m08s   |
| 7. | Henrique Casimiro        | Efapel                      | + 6m03s   |
| 8. | Vicente García de Mateos | Louletano-Hospital de Loulé | + 6m30s   |
| 9. | Rui Sousa                | Rádio Popular-Boavista      | + 6m44s   |
| 10. | Ricardo Vilela           | Caja Rural-Seguros RGA      | + 7m21s   |

### Classificação por pontos
| Classificação por pontos | Classificação por pontos | Classificação por pontos    | Classificação por pontos | Classificação por pontos |
| Ciclista                 | Ciclista                 | Equipe                      | Pontos                   |                          |
| ------------------------ | ------------------------ | --------------------------- | ------------------------ | ------------------------ |
| 1.                       | Gustavo Veloso           | W52-FC Porto                | 124 pts                  |                          |
| 2.                       | Daniel Mestre            | Efapel                      | 89 pts                   |                          |
| 3.                       | Francesco Gavazzi        | Androni Giocattoli-Sidermec | 70 pts                   |                          |
| 4.                       | Vicente García de Mateos | Louletano-Hospital de Loulé | 70 pts                   |                          |
| 5.                       | José Gonçalves           | Caja Rural-Seguros RGA      | 62 pts                   |                          |
| 6.                       | Daniel Silva             | Rádio Popular-Boavista      | 59 pts                   |                          |
| 7.                       | Samuel Caldeira          | W52-FC Porto                | 56 pts                   |                          |
| 8.                       | Raúl Alarcón             | W52-FC Porto                | DQ                       |                          |
| 9.                       | Davide Viganò            | Androni Giocattoli-Sidermec | 54 pts                   |                          |
| 10.                      | Jóni Brandão             | Efapel                      | 45 pts                   |                          |

### Classificação da montanha
| Classificação da montanha | Classificação da montanha | Classificação da montanha | Classificação da montanha | Classificação da montanha |
| Ciclista                  | Ciclista                  | Equipe                    | Pontos                    |                           |
| ------------------------- | ------------------------- | ------------------------- | ------------------------- | ------------------------- |
| 1.                        | Jóni Brandão              | Efapel                    | 57 pts                    |                           |
| 2.                        | Bruno Silva               | LA Alumínios-Antarte      | 55 pts                    |                           |
| 3.                        | Raúl Alarcón              | W52-FC Porto              | DQ                        |                           |
| 4.                        | Frederico Figueiredo      | Rádio Popular-Boavista    | 45 pts                    |                           |
| 5.                        | Gustavo Veloso            | W52-FC Porto              | 42 pts                    |                           |
| 6.                        | César Fonte               | Rádio Popular-Boavista    | 42 pts                    |                           |
| 7.                        | Henrique Casimiro         | Efapel                    | 42 pts                    |                           |
| 8.                        | Ivan Darío Bothia         | Boyacá Raza de Campeones  | 40 pts                    |                           |
| 9.                        | Rui Vinhas                | W52-FC Porto              | 36 pts                    |                           |
| 10.                       | Daniel Silva              | Rádio Popular-Boavista    | 30 pts                    |                           |

Nota: O primeiro classificado na classificação da montanha foi o ciclista colombiano Ramiro Rincón, mas seu resultado foi anulado por ter dado positivo no uso de substâncias dopantes por CERA.

### Classificação dos jovens
| Classificação dos jovens | Classificação dos jovens     | Classificação dos jovens       | Classificação dos jovens | Classificação dos jovens |
| Ciclista                 | Ciclista                     | Equipe                         | Tempo                    |                          |
| ------------------------ | ---------------------------- | ------------------------------ | ------------------------ | ------------------------ |
| 1.                       | Alexander Vdovin             | Lokosphinx                     | 41h39m15s                |                          |
| 2.                       | Diego Ochoa                  | Boyacá Raza de Campeones       | + 17m34s                 |                          |
| 3.                       | Víctor Etxeberria            | Rádio Popular-Boavista         | + 18m55s                 |                          |
| 4.                       | Galym Akhmetov               | Astana City                    | + 26m19s                 |                          |
| 5.                       | Valentin Baillifard          | Roth                           | + 40m58s                 |                          |
| 6.                       | Roland Thalmann              | Roth                           | + 1h08m10s               |                          |
| 7.                       | Sergey Vdovin                | Lokosphinx                     | + 1h22m58s               |                          |
| 8.                       | Josu Zabala                  | Caja Rural-Seguros RGA amateur | + 1h26m26s               |                          |
| 9.                       | Óscar Rodríguez Garaicoechea | Lizarte                        | + 1h30m18s               |                          |
| 10.                      | Álvaro Trueba                | Efapel                         | + 1h35m24s               |                          |

### Classificação por equipas
| Classificação por equipes | Classificação por equipes    | Classificação por equipes | Classificação por equipes |
| Equipe                    | Equipe                       | Tempo                     |                           |
| ------------------------- | ---------------------------- | ------------------------- | ------------------------- |
| 1.                        | W52-FC Porto                 | 122h54m24s                |                           |
| 2.                        | Rádio Popular-Boavista       | + 16m46s                  |                           |
| 3.                        | Efapel                       | + 33m33s                  |                           |
| 4.                        | LA Alumínios-Antarte         | + 41m53s                  |                           |
| 5.                        | Androni Giocattoli-Sidermec  | + 41m53s                  |                           |
| 6.                        | Caja Rural-Seguros RGA       | + 57m47s                  |                           |
| 7.                        | Louletano-Hospital de Loulé  | + 1h17m38s                |                           |
| 8.                        | Sporting-Tavira              | + 2h12m50s                |                           |
| 9.                        | Team Roth                    | + 2h18m11s                |                           |
| 10.                       | Funvic Soul Cycles-Carrefour | + 2h29m15s                |                           |

## Evolução das classificações
| Etapa                 | Vencedor                 | Classificação geral | Classificação por pontos | Classificação da montanha  | Classificação dos jovens | Classificação por equipas   | Classificação do melhor português |
| --------------------- | ------------------------ | ------------------- | ------------------------ | -------------------------- | ------------------------ | --------------------------- | --------------------------------- |
| Prólogo               | Rafael Reis              | Rafael Reis         | não outorgado            | não outorgado              | Óscar Rodríguez          | Efapel                      | Rafael Reis                       |
| 1.ª                   | Daniel Mestre            | Daniel Mestre       | Daniel Mestre            | Frederico Figueiredo       | Diego Ochoa              | Efapel                      | Daniel Mestre                     |
| 2.ª                   | Francesco Gavazzi        | Daniel Mestre       | Daniel Mestre            | Ramiro Rincón              | Diego Ochoa              | Efapel                      | Daniel Mestre                     |
| 3.ª                   | William Clarke           | Rui Vinhas          | William Clarke           | César Fonte                | Diego Ochoa              | Androni Giocattoli-Sidermec | Rui Vinhas                        |
| 4.ª                   | Gustavo César Veloso     | Rui Vinhas          | Gustavo César Veloso     | César Fonte                | Víctor Etxeberria        | W52-FC Porto                | Rui Vinhas                        |
| 5.ª                   | Vicente García de Mateos | Rui Vinhas          | Gustavo César Veloso     | Ramiro Rincón              | Víctor Etxeberria        | W52-FC Porto                | Rui Vinhas                        |
| 6.ª                   | Gustavo César Veloso     | Rui Vinhas          | Gustavo César Veloso     | Ramiro Rincón              | Alexander Vdovin         | W52-FC Porto                | Rui Vinhas                        |
| 7.ª                   | José Gonçalves           | Rui Vinhas          | Gustavo César Veloso     | Ramiro Rincón              | Alexander Vdovin         | W52-FC Porto                | Rui Vinhas                        |
| 8.ª                   | Jesús Ezquerra           | Rui Vinhas          | Gustavo César Veloso     | Ramiro Rincón              | Alexander Vdovin         | W52-FC Porto                | Rui Vinhas                        |
| 9.ª                   | Daniel Mestre            | Rui Vinhas          | Gustavo César Veloso     | Ramiro Rincón              | Alexander Vdovin         | W52-FC Porto                | Rui Vinhas                        |
| 10.ª                  | Gustavo César Veloso     | Rui Vinhas          | Gustavo César Veloso     | Ramiro Rincón              | Alexander Vdovin         | W52-FC Porto                | Rui Vinhas                        |
| Classificações finais | Classificações finais    | Rui Vinhas          | Gustavo César Veloso     | Ramiro Rincón Jóni Brandão | Alexander Vdovin         | W52-FC Porto                | Rui Vinhas                        |